# Netvormig langdraadwatje
Het netvormig langdraadwatje (Hemitrichia serpula) is een slijmzwam uit de familie Trichiidae.

## Kenmerken

### Uiterlijke kenmerken
Hemitrichia serpula vormt typische geelbruine plasmodiocarpen met een kenmerkende netwerkstructuur. Deze kan verspreid worden over een oppervlakte van maximaal 100 vierkante centimeter, maar is meestal kleiner. De vruchtlichamen zijn tussen de 0,4 en 0,6 millimeter breed en hoog, waarbij de netmazen 0,3 tot 5 millimeter groot zijn. Onder het plasmodium loopt een dun bruingekleurd hypothallus.
De peridium (omhulsel) bestaat uit een enkelvoudig laagje dat onregelmatig opengaat wanneer het rijp is en na verloop van tijd volledig verdwijnt. In doorvallend licht lijkt het lichtgeel. Het is doorkruist met fijne strepen die zich als vertakken. Soms zijn ze ook als een netwerk met elkaar verbonden.

### Microscopische eigenschappen
Het capillitium (vlechtdraad) is in bulk goudgeel tot oranje gekleurd. Het is elastisch en kan van de vruchtlichamen worden getild, ontrafelt als wollen draden en breekt niet. Het is gedraaid, soms vertakt en heeft blootliggende uiteinden. Deze zijn kort en puntig met maximaal drie doornen. De afzonderlijke draden zijn tussen de 5 en 7 micron dik en zijn strak omwikkeld met drie of vier spiraalvormige stroken. Ze hebben kleurloze stekels van drie tot zeven micrometer lang.
De sporen lijken in bulk goudgeel. Ze hebben een randzone die 1 tot 1,5 micron breed is. Hiermee gemeten hebben ze een totale diameter van 10 tot 14 micron. Het oppervlak is bedekt met meestal grote, onregelmatige mazen, waarvan sommige onderbroken zijn.

## Verwisselbare soorten
De slijmzwam is nauwelijks te verwarren met het opvallende netpatroon; de kleur en structuur van het capillitium zijn ook kenmerkend.

## Ecologie
Hemitrichia serpula komt vooral voor in de nazomer tot herfst en lente. Af en toe komt het ook voor in de winter. De slijmzwam leeft in loof- en naaldhout, waarbij loofhout de voorkeur heeft. Er zijn associaties waargenomen met Hemitrichia calyculata, Hemitrichia clavata, Trichia persimilis, Trichia scabra, Trichia varia, Tubifera ferruginosa en Arcyria ferruginea, evenals met soorten van het geslacht Cribraria.

## Verspreiding
Hemitrichia serpula is wereldwijd verspreid, maar is niet overal een algemene soort. In Midden-Europa komt hij ook slechts verspreid voor, maar hij komt veel voor, althans in Opper-Oostenrijk.
In Nederland komt het netvormig langdraadwatje vrij zeldzaam voor.